# 御主
御主（うしゅー、または、うすー）は、琉球国王の国内称号である。朝貢関係にあった明及び清からは琉球國中山王の封号を受け、対外的には琉球國中山王（琉球國王）と称した。

## 概要
琉球国王の国内称号については、古くは陳侃『使琉球録』（1534年）に「倭急拿敖那」という字句があり、これは「ウチナーガナシ（浮縄加那志）」の「シ」が脱落したものという説（東恩納寛惇）がある（ウチナーに「沖縄」の字を当てるようになったのは、新井白石以降）。
『混効験集』（1711年成立）には、国王の呼称として「しより天加那志美御前」「おしゆ加那志」が紹介されている。しょり天加那志（首里天加那志）は、恩納なべなどの琉歌にも出てくる。おしゆ加那志は御主加那志のことである。
「御主」の語源については、主上を意味する「大ぬし」と呼ばれていたものが、慶長以降、仮名に漢字を当てる風習が強まり、「大ぬし」に「大主」または「御主」の漢字を当てるようになり、さらにこれを「おしゆ」と音読みするようになったのではないかという説（東恩納寛惇）がある。
御主は、琉球国内では国王の称号としてもっとも用いられた。例えば、尚灝王は晩年「坊主御主」と呼ばれた。通常は御主に尊称の接尾辞〈加那志〉〈加那志前〉を付けて、「御主加那志（ウシュガナシ、ウスガナシ）」、「御主加那志前（ウシュガナシーメー、ウスガナシーメー）」などと呼んだ。
他に、王家内では「美御前加那志（みおまえがなし、転じてヌーメーガナシ）」と呼ばれた。首里以外の沖縄本島の各地方からは首里加那志（シュンジャナシ）」、本島以外の離島からは「沖縄加那志（ウチナーガナシ）」と呼ばれた。
他に、王を意味する呼称として、『球陽』や家譜などでは、「主上」「王上」「聖上」なども用いられた。